# Park City (Utah)

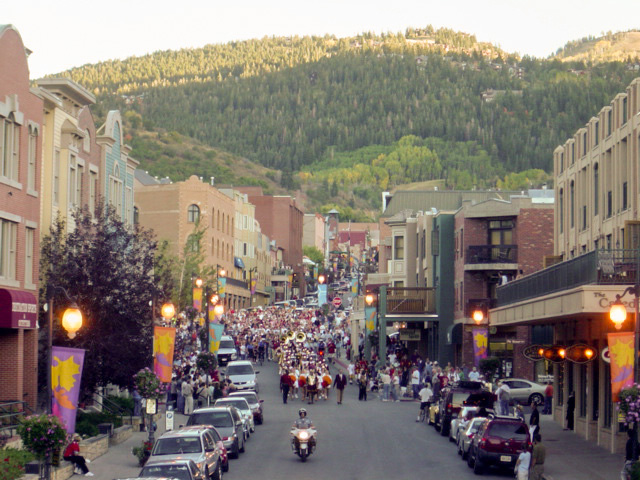
Calle principal, durante un desfile.

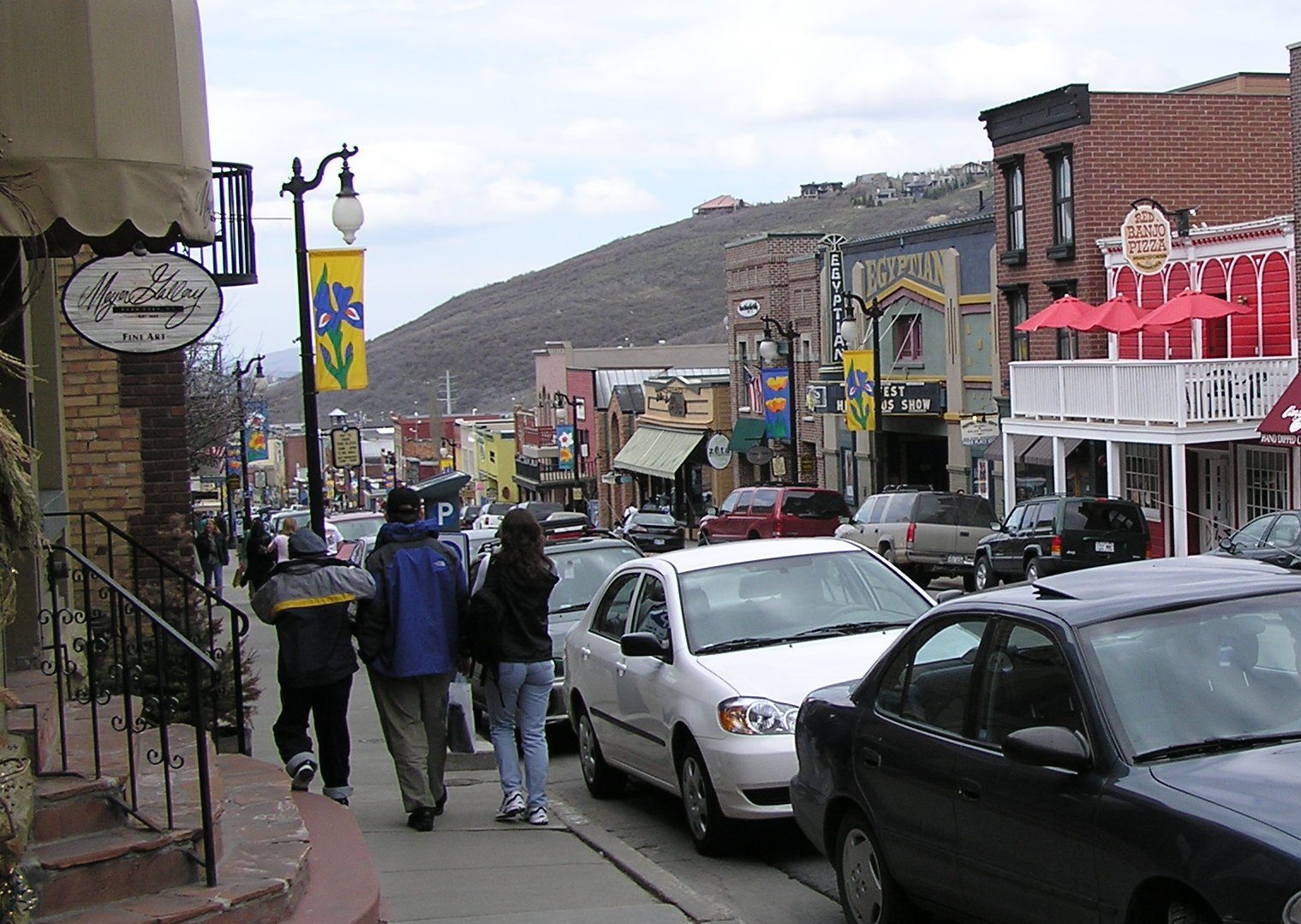
Vista de la calle principal.

Park City es una ciudad del condado de Summit y Wasatch, en Utah, Estados Unidos. Es una de las principales ciudades turísticas en Utah, siendo la otra Moab. Se la considera como parte del área conocida como Wasatch Back y parte de la zona metropolitana de Salt Lake City. La ciudad se encuentra a 48 km al este del centro de Salt Lake City y a 24 km al este por la autopista Interestatal 80 de Sugarhouse, un barrio de Lake City. Según el censo de 2000 la población era de 7.371 habitantes. Se estima que en 2004 la población era de 7.882 habitantes. Por lo general, la población de turista es mayor que la de residentes.
Actualmente la ciudad trae en un promedio anual de 529.8 millones de dólares a la economía de Utah como un lugar turístico, 80 millones de los cuales se atribuye al prestigioso festival de cine independiente de Sundance. La ciudad tiene dos principales estaciones de esquí: Park City Mountain Resort y Deer Valley Resort, ambas estaciones de esquí fueron los lugares principales para los eventos de esquí y snowboard en los Juegos Olímpicos de Invierno de 2002, a pesar de que reciben menos nieve y tener una temporada de esquí más corta que sus homólogos en el Condado de Salt Lake, como Snowbird Resort, que son mucho más difíciles de acceder.

## Geografía
Park City se encuentra en las coordenadas 40°39′34″N 111°29′59″O / 40.65944, -111.49972.
Según la oficina del censo de Estados Unidos, la ciudad tiene una superficie total de 24,4 km². No tiene superficie cubierta de agua.